# Superdeterminismo
Na mecânica quântica, o superdeterminismo é uma brecha no teorema de Bell. Ao postular que todos os sistemas que estão sendo medidos estão correlacionados com as escolhas de quais medições fazer neles, as suposições do teorema não são mais cumpridas. Uma teoria de variáveis ocultas que é superdeterminística, portanto, pode cumprir a noção de causalidade local de Bell e ainda violar as desigualdades derivadas do teorema de Bell. Isso torna possível construir uma teoria local de variáveis ocultas que reproduz as previsões da mecânica quântica, para a qual alguns modelos de brinquedo foram propostos. O termo superdeterminismo é enganoso. Modelos superdeterminísticos são determinísticos no sentido usual. Mas, além de serem deterministas, eles também postulam correlações entre o estado que é medido e o cenário de medição.

## Resumo
O teorema de Bell presume que as medições realizadas em cada detector podem ser escolhidas independentemente umas das outras e das variáveis ocultas que determinam o resultado da medição. Esta relação é muitas vezes referida como independência de medição ou independência estatística. Em uma teoria superdeterminista esta relação não é cumprida; as variáveis ocultas são necessariamente correlacionadas com a configuração de medição. Como a escolha das medições e a variável oculta são predeterminadas, os resultados em um detector podem depender de qual medição é feita no outro, sem a necessidade de que a informação viaje mais rápido que a velocidade da luz. A suposição de independência estatística às vezes é chamada de suposição de livre escolha ou livre arbítrio, uma vez que sua negação implica que os experimentalistas humanos não são livres para escolher qual medição realizar.
É possível testar versões restritas do superdeterminismo que postulam que as correlações entre as variáveis ocultas e a escolha da medida foram estabelecidas no passado recente. Em geral, porém, o superdeterminismo é fundamentalmente não testável, pois as correlações podem ser postuladas como existindo desde o Big Bang, tornando a brecha impossível de eliminar.

Na década de 1980, John Stewart Bell discutiu o superdeterminismo em uma entrevista à BBC:
Existe uma maneira de escapar da inferência de velocidades superluminais e ação fantasmagórica à distância. Mas envolve determinismo absoluto no universo, a completa ausência de livre-arbítrio. Suponha que o mundo seja superdeterminista, não apenas com a natureza inanimada funcionando nos bastidores, mas com nosso comportamento, incluindo nossa crença de que somos livres para escolher fazer um experimento em vez de outro, absolutamente predeterminado, incluindo a "decisão" do experimentador de realizar um conjunto de medições em vez de outro, a dificuldade desaparece. Não há necessidade de um sinal mais rápido que a luz para dizer à partícula A qual medição foi realizada na partícula B, porque o universo, incluindo a partícula A, já "sabe" qual será essa medição e seu resultado.
Embora reconhecesse a brecha, ele também argumentou que era implausível. Mesmo que as medições realizadas sejam escolhidas por geradores de números aleatórios determinísticos, as escolhas podem ser consideradas "efetivamente livres para o propósito em questão", porque a escolha da máquina é alterada por um grande número de efeitos muito pequenos. É improvável que a variável oculta seja sensível a todas as mesmas pequenas influências que o gerador de números aleatórios.

## Exemplos
O primeiro modelo de variáveis ocultas superdeterminísticas foi proposto por Carl H. Brans em 1988. Outro modelo foi proposto em 2010 por Michael Hall. Gerard 't Hooft se referiu ao seu modelo de autômato celular da mecânica quântica como superdeterminístico, embora não tenha ficado claro se ele cumpre a definição.